# Neighbour joining

En bio-informatique, le neighbour joining (ou  neighbor joining, souvent abrégé NJ) est une méthode phénétique de reconstruction d'arbres phylogénétiques. La méthode NJ est fondée sur l'exploitation de matrices de distances génétiques ou morphologiques comme toutes les méthodes phénétiques, telle que la méthode UPGMA, mais contrairement à cette dernière la méthode NJ tient compte du biais des différences de vitesse d'évolution entre les différentes branches de l'arbre phylogénétique à reconstruire en essayant de conserver l'additivité des distances. Cette méthode fournit un arbre non enraciné et non ultramétrique, contrairement à l'UPGMA qui fournit un arbre enraciné et ultramétrique. L'arbre obtenu ne reflète donc pas la similarité globale entre les différentes espèces (ce n'est pas une méthode phénéticiste), mais bien leurs relations de parenté.
Utilisée généralement pour les arbres de données basés sur l'ADN ou les séquences de protéines, l'algorithme requiert la connaissance de la distance entre chaque paire d'OTU (par exemple espèces ou séquences) dans l'arbre à reconstruire. Ces distances peuvent être estimées par diverses méthodes mais leur additivité doit être respectée (distance de Manhattan par exemple, par contre une distance euclidienne ne convient pas).